# Gravitációs energiatárolás elve
A gravitációs energiatárolás elve az, hogy az eltárolandó energiát egy tömeg helyzetének megváltoztatására fordítjuk olyan módon, hogy a tömeg magasabb helyre kerül, ezzel a helyzeti energiája megnő. Az eltárolt energia felhasználása úgy történik, hogy a tömeg a gravitáció hatására alacsonyabb helyre kerül, közben a helyzeti energiája előbb mozgási energiává, majd más energiává alakul át.
Az elv értelemszerűen csak gravitációs térben alkalmazható (például a világűrben, a gravitációs testektől távol nem).
A Föld és Hold gravitációs kölcsönhatásából eredő árapály a természetben létező gravitációs energiatárolónak tekinthető. Ezt az energiát árapály-erőművel lehet hasznosítani. A tengervíz árapály energiája természetes úton a tengerpartok eróziójára fordítódik.
Közvetítő „tömeg”-ként a legegyszerűbb vizet alkalmazni, mivel annak mozgatása könnyen megoldható. 
Tipikus alkalmazása, amikor vizet egy magaslati tárolóba szivattyúznak fel, és az energiafelhasználás során onnan leengedik, miközben a lefelé áramló víz energiát ad le, például generátoron keresztül.